# حمصة الكي
حمصة الكي أو كي الحمصة أو الْحِمَّصَة هي عبارة عن طريقة كانت منتشرة لعلاج القروح في العصور الإسلاميّة، حيث كانت توضع حبة من الحُمُّصِ الجاف بعد عملية كيِّ الجرح أو القرح؛ وظيفتها امتصاص ما ينزُّ من مكان الإصابة من قيح وغيره. وبما أنّ الحُمُّصَ شره للماء؛ كانت حبّة الحُمُّص تنتفخ دون أن تسمح بحدوث تجرثم أو تلوث لمكان القرح، ثم يصار إلى تبديلها حتى يتم شفاء القرح.

## تاريخ
كان السوريون حتى عهد قريب يستعملون الحمص عند العلاج بالكي فبعد كي الجلد مثلا عند الركبة أو الكاحل، توضع حبة حمص داخل الجرح لكي تحول دون التئام الموضع المكوي ثم تُضمد بورقة خضراء. ويُعتقد أن هذه الطريقة تخرج الدم الفاسد إذ يتكوم خلف حبة الحمص، ويسهل التخلص منه بعد نزع الضماد. لا شك في أن الدم كان ينبجس حينئذ قاذفا بالحمصة، مما يفسر المثل الشعبي «بينط مثل حمصة الكي» إشارة للذين يتدخلون في ما لا يعنيهم، وأحيانا عن الذين لا يثبتون في مكان واحد. اندثر هذا العلاج مثلما اندثر غيره من وصفات الطب الشعبي ولكنه ما زال موجودا في الأرياف البعيدة وفي خبايا العائلات ربما ممزوجا بما يشبه السحر.
كان العلاج أيضًا شائعًا في فرنسا، ولنفس الغرض (علاج القروح)، حيث أنه للحفاظ على الإِقَاحَة ومنع القرحة من الانغلاق، كان لا بد من إدخال جسم غريب فيه، في البداية كانت حبة، خاصة بذور البازلاء العادية، المختارة على انها "ناضجة وجافة وجيدة الاستدارة". بعد ذلك، استخدمت مواد مختلفة، ولكن استمر استخدام اسم بازلاء الكي (بالفرنسية: pois à cautère)‏ مثل كرات صغيرة من الشمع أو البقس أو خشب الغاياك أو العاج أو الفضة أو الذهب، ولكن في أغلب الأحيان كريات من السوسن أو البرتقال، الأولى دائرية أو نصف كروية، تُحول من جذور سوسن فولورنسا، والثانية تتكون من البرتقال الأخضر المجفف الصغير، المستدير ويُنظم بالخراطة.